# Балыки (семья)
Балыки — одна из самых известных киевских мещанско-дворянских семей XVI—XVII веков.

## История
Первое упоминание о них содержится в ревизии Киевского замка 1552 года, где как мещанин замковой юрисдикции фигурирует Павел Балыка. Его сын Хатян Павлович, перейдя под юрисдикцию Киевского магистрата, стал райцем, а в 1577—1579 годах — бурмистром Киевского магистрата.
Их родственники занимали ведущие должности в органах городского самоуправления: Хоцко, будучи купцом, в 1572 году занимал должность райцы, а с 1578 по 1580 год — бурмистра; Яцко (Дионисий) в течение 1575—1578 годов был райцей, в 1578—1592 — бурмистром. Королевской привилегией 13 июня 1593 Яцко Балыка утверждён в должности киевского войта и занимал её до конца жизни (1612). Будучи войтом, он использовал герб «Абданк». Имел сыновей — Александра, Созона, Богдана и дочь Федору. Последняя в первом браке была замужем за бурмистром Фёдором Митковичем, во втором — за киевским дворянином Александром Алекшичем-Герановским. Дочери Фёдора от первого брака также вышли замуж за дворян: Богдана — за Дмитрия Денисовича Хованского, Луция — за князя Семёна Ивановича Лыко. Обе боролись за отцовское наследство 1611—1618 годах со своими опекунами — родными дядями Александром и Созоном. Последние в течение жизни жили на Подоле по ул. Свято-Духовской, занимали должности бурмистров Александр — 1608—1612, Созон — 1611—1628. Созон Балыка руководил работами по восстановлению разрушенной крымскими татарами церкви Успения Богородицы Пирогищи в 1613 г. Королевской привилегией 25 февраля 1628 года Созон был утверждён войтом (в феврале 1629). Учащимися Киевской братской школы были Леонтий и Пётр Созоновичи. 18 июля 1633 Пётр, будучи райцей, принимал активное участие в нападении горожан на резиденцию киевского греко-католического митрополита в Софийском монастыре.
Другие представители семьи также занимали должности в городском правительстве: бурмистрами были Яцко (1622—1630) и Михаил (1629—1650), старшим лавником — Пётр (1653—1654). В источниках содержатся упоминания о представительницах семьи — Ульяне Балычанке (упоминается в 1646 году), жене шляхтича Войтеха Соколовского, и Екатерине Балычанке (упоминается в 1708 году), жене Якова, о котором других сведений нет. На склоне жизни эти женщины стали монахинями монастыря на Печерске.